# 動橋町
動橋町（いぶりはしまち）は、かつて石川県江沼郡に存在した町。現在の加賀市東部に相当する。江戸時代には北国街道の宿場町として栄えた。

## 名称
名称の「いぶり」は「いぶる」の活用形で、広辞苑などにも示される古い言葉である。揺する、ゆり動かす、ゆすぶるの意味で加賀南部で古くから使われ、揺れる橋が二級河川動橋川に架かっていた所に由来する。

## 地理
動橋川、八日市川が南から北に流れ、柴山潟に注ぐ。その柴山潟からは今江潟を経て安宅港へ通じる船が昭和初期まで運航していた。
江戸時代には北国街道の宿場町として栄えた。明治時代には国鉄北陸本線の動橋駅が開業し、北へ北陸鉄道片山津線、南へ北陸鉄道動橋線（のち山代線）が伸び、片山津温泉、山代温泉などと連絡する交通の要所だった。

## 歴史
- 1889年（明治22年）4月1日 - 町村制施行により、江沼郡に以下の二村が発足する。
  - 動橋村 - 動橋村、梶井村、中島村、合河村及び八日市村の区域。
  - 分校村（ぶんぎょうむら）
- 1897年（明治30年）9月20日 - 国鉄北陸本線が開通して動橋駅が開業。
- 1911年（明治44年）3月5日 - 山代軌道（のち温泉電軌→北陸鉄道動橋線）の動橋駅〜山代駅間が開業。
- 1914年（大正3年）4月15日 - 温泉電軌（のち北陸鉄道片山津線）の動橋駅〜片山津駅間が開業。
- 1947年（昭和22年）11月3日 - 動橋村が町制施行して、動橋町となる。
- 1954年（昭和29年）11月3日 - 動橋町及び分校村が合併して、改めて動橋町が発足する。
- 1958年（昭和33年）1月1日 - 大聖寺町、橋立町、片山津町、動橋町、山代町、南郷村、三谷村、三木村及び塩屋村が合併して、加賀市が発足する。9大字は加賀市の町名に継承。

## 首長
動橋村長
- 上出長次郎

## 世帯数と人口
2018年（平成30年）4月1日現在の世帯数と人口は以下の通りである。
| 町丁      | 世帯数    | 人口    |
| --------- | --------- | ------- |
| 動橋町1区 | 129世帯   | 316人   |
| 動橋町2区 | 126世帯   | 354人   |
| 動橋町3区 | 133世帯   | 317人   |
| 動橋町4区 | 96世帯    | 233人   |
| 動橋町5区 | 73世帯    | 193人   |
| 動橋町6区 | 141世帯   | 398人   |
| 動橋町7区 | 187世帯   | 477人   |
| 動橋町8区 | 154世帯   | 375人   |
| 計        | 1,039世帯 | 2,663人 |

## 教育

### 高等学校
- 石川県立加賀高等学校

### 中学校
- 動橋町立東和中学校

### 小学校
- 動橋町立動橋小学校

## 交通

### 鉄道
- 国鉄
  - 北陸本線：動橋駅
- 北陸鉄道
  - 片山津線：動橋駅、合河駅
  - 動橋線：新動橋駅

## 娯楽
- 動橋劇場 - 映画館[6]。

## 名所・旧跡・観光スポット・祭事・催事
- 振橋神社 - 動橋町の鎮守。
- ぐず焼祭り - 毎年8月に行われる振橋神社の例祭。